# Luz Long
Carl Ludwig „Lu(t)z” Long (ur. 27 kwietnia 1913 w Lipsku, zm. 14 lipca 1943 w Acate na Sycylii) – niemiecki lekkoatleta, specjalista skoku w dal, medalista olimpijski i mistrzostw Europy.
Ukończył prawo na Uniwersytecie w Lipsku i praktykował jako prawnik, jednocześnie rozwijając karierę lekkoatletyczną.
Na pierwszych mistrzostwach Europy w 1934 w Turynie zdobył brązowy medal w skoku w dal.
Został wicemistrzem w tej konkurencji na igrzyskach olimpijskich w 1936 w Berlinie, przegrywając jedynie z czarnoskórym Amerykaninem Jesse Owensem. Na tych samych igrzyskach startował również w trójskoku zajmując 10. miejsce. Na igrzyskach zaprzyjaźnił się z Owensem i publicznie to demonstrował, mimo rasistowskiej ideologii nazistów.
Na mistrzostwach Europy w 1938 w Paryżu ponownie zdobył brązowy medal w skoku w dal.
W latach 1933–1937 czterokrotnie ustanawiał rekord Europy w skoku w dal, doprowadzając go do wyniku 7,90 m (1 sierpnia 1937 w Berlinie).
Long był mistrzem Niemiec w skoku w dal w latach 1933, 1934 i 1936–1939 oraz wicemistrzem w 1941 i 1942.
Rekordy życiowe:
| Konkurencja | Data i miejsce          | Wynik |
| ----------- | ----------------------- | ----- |
| skok w dal  | 1 sierpnia 1937, Berlin | 7,90  |
| trójskok    | 1936                    | 14,80 |

Podczas II wojny światowej walczył w armii niemieckiej w stopniu Obergefreitera. Został kilkakrotnie ranny podczas alianckiej inwazji na Sycylię. Dostał się do niewoli. Zmarł w brytyjskim szpitalu polowym. Został pochowany w Motta Sant’Anastasia na Sycylii.